# جائزة نقاد الألعاب
جائزة نقاد الألعاب (بالإنجليزية: Game Critics Awards)‏ هي مجموعة من الجوائز السنويّة تُقدم بعد معرض الترفيه الإلكتروني منذ سنة 1998. تمنح الجوائز للمنتوجات المقَدمة في المعرض والتي تحمل وسم «أفضل ما في معرض الترفيه الإلكتروني». يتم اختيار الفائزين بالجائزة من طرف مجموعة من الحكام (اعتباراً من سنة 2011) يمثلون 35 مؤسسة إعلامية ذات صيت في أمريكا الشمالية. تُمنح الجوائز بشكل مستقل تماماً عن منظمي المعرض.

## روابط خارجية
- جائزة نقاد الألعاب على موقع IMDb (الإنجليزية)